# Galwanoterapia

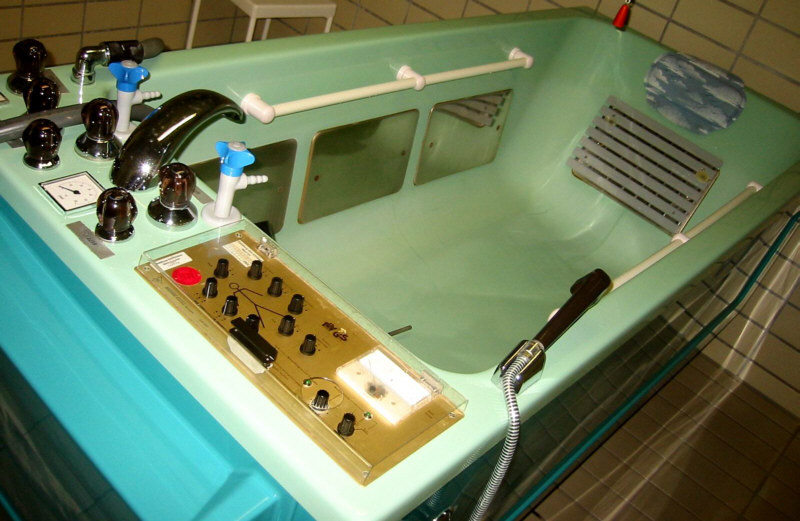

Galwanoterapia – grupa zabiegów leczniczych polegających na działaniu na organizm człowieka stałym prądem elektrycznym za pomocą przyłożonych do ciała elektrod metalowych.
Dwa najbardziej znane zabiegi to:
- jontoforeza – polegająca na wprowadzaniu do organizmu zjonizowanych form leku za pomocą przyłożonego prądu;
- galwanizacja – polegająca na działaniu samym prądem elektrycznym.

Elektroterapia – dział odnowy biologicznej wykorzystujący prąd stały oraz impulsowy (o zmiennym natężeniu) małej średniej częstotliwości do celów leczniczych.

## Wpływ na organizm
Tkanki i płyny mają różne przewodnictwo elektryczne, które zależy od uwodnienia oraz stężenia elektrolitów. Największe przewodnictwo ma płyn mózgowo-rdzeniowy, osocze krwi; mniejsze wątroba, najmniejsze tkanka kostna.
W zabiegach elektroleczniczych istotny jest opór skóry (warstwa rogowa naskórka). Prąd przebiega drogami o mniejszym oporze (gruczoły potowe, naczynia krwionośne, limfatyczne, nerwy).
Zabiegom z wykorzystaniem prądu towarzyszą zjawiska:
- elektromechaniczne – związane z elektrolizą, tj. procesem rozkładu związków chemicznych i separacji produktów tego rozkładu pod wpływem przepuszczania przez nie prądu elektrycznego, co wywołuje wędrówkę jonów do pary nie reagujących z układem elektrod;
- elektrotermiczne – związane z wytwarzaniem ciepła.

Reakcja nerwów i mięśni na prąd stały powoduje zmianę ich pobudliwości (elektrotonus). Powstaje podczas przemieszczania się jonów i zmian polaryzacji błon komórkowych w czasie przepływu prądu.

## Właściwości lecznicze
- przeciwbólowe (bieg dodatni)
- pobudzające (bieg ujemny)
- korzystny wpływ na zakrzepy naczyniowe

Przeczytaj ostrzeżenie dotyczące informacji medycznych i pokrewnych zamieszczonych w Wikipedii.